# Hortigüela
Hortigüela – gmina w Hiszpanii, w prowincji Burgos, w Kastylii i León, o powierzchni 20,66 km². W 2011 roku gmina liczyła 101 mieszkańców.